# رول‌پلاگ

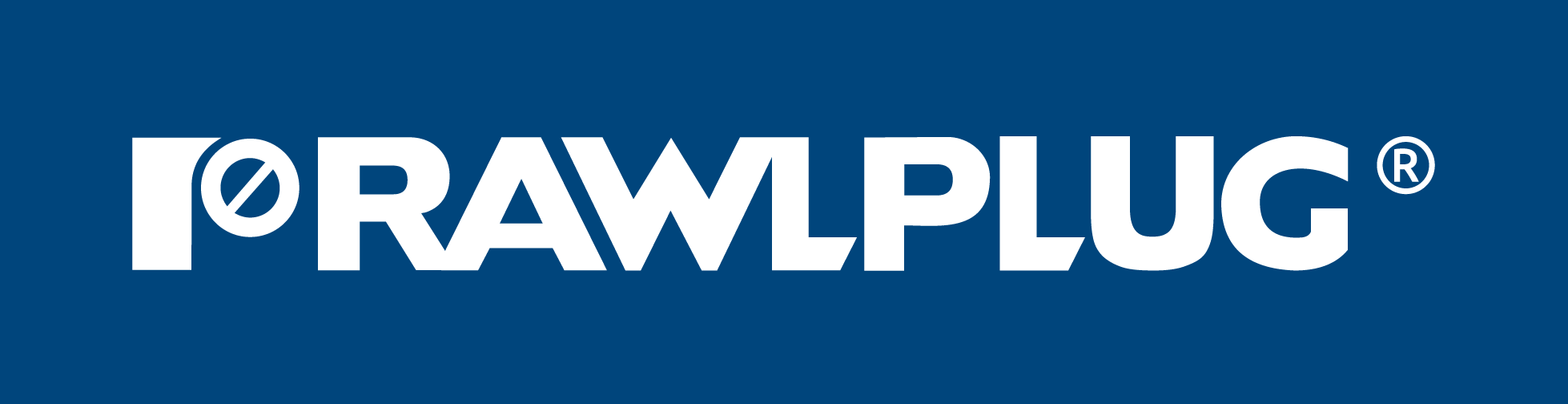
لوگوی شرکت رول‌پلاگ از سال ۲۰۱۶

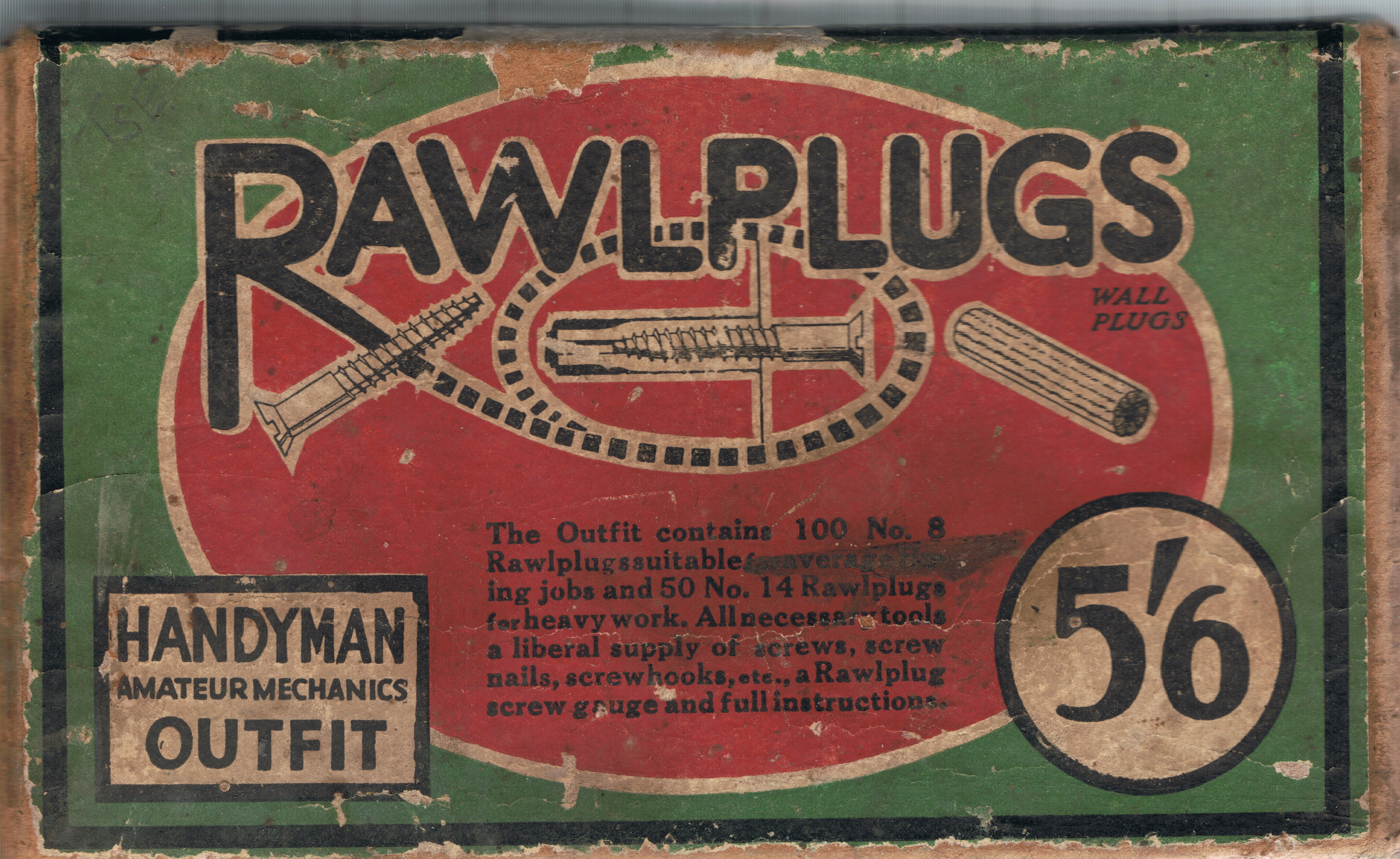
لوگوی قدیمی شرکت رول‌پلاگ

گروه رول‌پلاگ (به انگلیسی: Rawlplug)، شرکت مهندسی است که در زمینه تولید اتصالات، بست‌ها و سایر ابزارها فعالیت دارد.

## تاریخچه
گروه برادران رولینگز، یک شرکت کوچک لوله‌کشی و مهندسی برق، بود که در سال ۱۸۸۷ در لندن تأسیس شد. در سال ۱۹۱۰، این شرکت قراردادی از موزه بریتانیا دریافت کرد که آنها را ملزم به نصب نامحسوس اتصالات الکتریکی به دیوارهای موزه می‌کرد. این قرارداد منجر به اختراع و ثبت اولین پریز دیواری جهان شد که به یک راه حل استاندارد برای اتصال وسایل به دیوارها تبدیل شد. جان جوزف رولینگز، که اختراع پریز دیواری به او نسبت داده می‌شود، محصول خود را با استفاده از اولین هجای نام خانوادگی‌اش، رول‌پلاگ نامگذاری کرد و در سال ۱۹۱۹ نام کسب و کار خود را به رول‌پلاگ تغییر داد.